# João III de Jerusalém
João III de Jerusalém foi o patriarca de Jerusalém entre 516 e 524. Um monofisista, ele retornou à ortodoxia após se tornar patriarca, anatemizando todos os adversários do Concílio de Calcedônia.

## Vida e obras

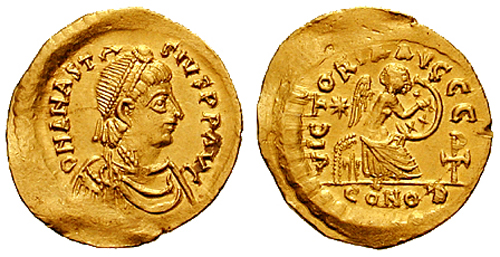
Semisse de r.

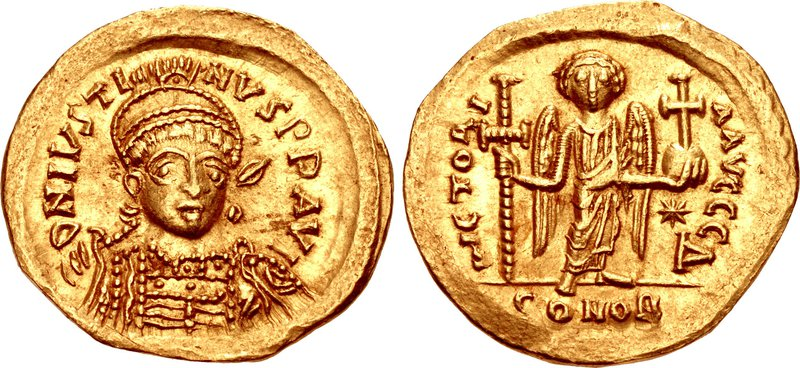
Soldo de r.

João era filho de Marciano, o bispo de Sebaste, na Samaria. Antes de assumir o patriarcado, foi bispo dali e era partidário dos ortodoxos orientais. Devido a seus pendores monofisistas, sua elevação se deu por ordem do imperador bizantino Anastácio I Dicoro (r. 491–518) após o banimento do calcedoniano Elias, que apoiou o banido e também calcedoniano patriarca antioqueno Flaviano II de Antioquia. Sua nomeação deu-se em 1 de setembro por intermédio do duque da Palestina Olimpo. Logo que assumiu o posto patriarcal, no entanto, foi convencido pelo arquimandrita São Savas a retornar à ortodoxia.
Em 516/517,[a] devido sua recusa a comungar com o patriarca antioqueno Severo I (r. 512–538), que era aderente do monofisismo, foi preso pelo duque Anastácio. No entanto, aproveitando-se dos aproximados 1 000 bispos reunidos por São Savas em Jerusalém por este tempo, confirmou sua ortodoxia calcedoniana, obrigando Anastácio a fugir para Cesareia Marítima. Em 8 ou na madrugada de 9 para 10 de julho de 518, o imperador Anastácio I faleceu e foi sucedido por Justino I (r. 518–527), que logo em 15 ou 16 de julho anunciou suas tendências calcedonianas.
Em 20 de julho de 518, um sínodo foi realizado em Constantinopla e cartas foram emitidas e enviadas pelo patriarca constantinopolitano João II (r. 518–520) aos principais líderes religiosos do Império Bizantino. Nesse ano, ao receber uma das epístolas, João III convocou um sínodo em 6 de agosto, em meio as celebrações pela ascensão de Justino I. Ele foi frequentado por São Savas e seguiu os exemplos de Constantinopla: os bispos aceitaram as determinações do sínodo de 20 de julho, bem como a fórmula do papa Hormisda (r. 514–523), anatemizando Severo I.
João apelou para São Savas e outros chefes dos mosteiros dos deserto para que levassem as cartas imperiais para Cesareia Marítima e Citópolis e então gravassem os quatro concílios da Igreja nas listas sagradas destas localidades, tal como foi feito em Jerusalém durante o sínodo. De acordo com Cirilo de Citópolis, João morreu em 20 de abril de 524.